# 弗利納 (印第安納州)
弗利納（英語：Fleener）是位於美國印第安納州門羅縣的一個非建制地區。該地的面積和人口皆未知。